# Alvin Stoller
Alvin Stoller (New York, 7 oktober, 1925 - Los Angeles, 19 oktober 1992) was een Amerikaanse jazz-drummer uit het swing-tijdperk, die talrijke musici bij plaatopnames begeleidde. 
Stoller studeerde bij Henry Adler en toerde en nam op met bigbands van naam, zoals die van Benny Goodman, Tommy Dorsey, Harry James en Charlie Barnet. Hij speelde mee bij belangrijke opnames van onder meer Billie Holiday, Frank Sinatra en Mel Tormé. Hij drumde ook mee met het orkest van Duke Ellington op het album van Ella Fitzgerald, "Ella Fitzgerald Sings the Duke Ellington Songbook". Andere musici die Stoller in de studio begeleidde waren onder meer Art Tatum, Roy Eldridge, Coleman Hawkins, Ben Webster, Oscar Peterson, Benny Carter, Herb Ellis en Erroll Garner. Later in zijn carrière was hij muzikant in film- en televisiestudio's.